# Pristigenys serrula
Espèce
Synonymes
- Priacanthus serrula Gilbert, 1891[2]
- Pseudopriacanthus lucasanus Clark, 1936[2]
- Pseudopriacanthus serrula (Gilbert, 1891)[2]

Statut de conservation UICN

 LC  : Préoccupation mineure
Pristigenys serrula est une espèce de poissons de la famille des Priacanthidae.
Il mesure environ trente centimètres et vit en petits groupes ou individuel.
Il vit dans l’océan Pacifique, jusqu'à 200 m de profondeur.

## Publication originale
- (en) Charles H. Gilbert, « Scientific results of explorations by the U. S. Fish Commission steamer Albatross. No. XIX.—A supplementary list of fishes collected at the Galapagos Islands and Panama, with descriptions of one new genus and three new species », Proceedings of the United States National Museum, Washington, Inconnu, vol. 13,‎ 29 mai 1891, p. 449-455 (ISSN 0096-3801 et 2377-6560, OCLC 1259735, lire en ligne).